# Riba-roja de Túria (metropolitana di Valencia)
La stazione di Riba-roja de Túria è una stazione della linea 9 della Metrovalencia. Si trova parallela a Calle de la Señera, mentre la vecchia stazione Renfe appartenente alla linea Valencia-Liria si trovava all'incrocio tra le vie Salvador Bigorra e Cristo de los Afligidos.
Costituisce il capolinea ovest della linea 9.

## Storia
La stazione originale fu inaugurata il 7 novembre 1889 e faceva parte della primitiva linea Valencia-Liria e poi della linea C-4 di Cercanías Valencia. Il 1º gennaio 1985 divenne capolinea della linea. Successivamente, il 31 marzo 2005, è stata definitivamente chiusa come stazione di Cercanías per consentire i lavori di conversione in una linea metropolitana, che si sono conclusi il 6 marzo 2015, dando origine all'attuale stazione.